# برنشتات آوف دم آيغن
برن‌اشتات آن در آيغن (بالألمانية: Bernstadt auf dem Eigen) هي بلدة ألمانية تقع في ألمانيا في ساكسونيا. يقدر عدد سكانها بـ 4,005 نسمة .

## المدن التوأمة
مدينة Bernstadt هي مدينة توأمة لـبرن‌اشتات آن در آيغن.

## أعلام
- هربرت سيفرت
- أدولف كلوزه